# 316084 Mykolapokropyvny
316084 Mykolapokropyvny este un asteroid din centura principală de asteroizi.

## Descriere
316084 Mykolapokropyvny este un asteroid din centura principală de asteroizi. A fost descoperit pe 26 mai 2009 la observatorul astronomic din Andrușivka. Asteroidul prezintă o orbită caracterizată de o semiaxă mare de 2,64 ua, o excentricitate de 0,24 și o înclinație de 15,7° în raport cu ecliptica.